# Er is nog plaats voor één lijk
Er is nog plaats voor één lijk is een hoorspel van Thomas Andresen. Ein schwarzer und ein weißer Mord werd 9 juli 1974 door de Westdeutscher Rundfunk uitgezonden. Herman van der Klei vertaalde het en de TROS zond het uit op woensdag 14 februari 1979. De regisseur was Bert Dijkstra. Het hoorspel duurde 54 minuten.

## Rolbezetting
- Bernard Droog (Richard Flotau)
- Marjon Brandsma (Johanna)
- Willem Nijholt (Frank)
- Hans Karsenbarg (Eugène)
- Jan Borkus (commissaris Vögtli)
- Frans Kokshoorn (professor Fischeis)
- Joke van den Berg (een vrouw)

## Inhoud
Andresen tekent de luisteraar een kleinburgerlijke familietragedie voor die hij beschrijft vanuit een minder gebruikelijke gezichtshoek, namelijk vanuit de betrokkenen zelf die elkaar op min of meer hobby-achtige wijze aan een soort psycho-analyse onderwerpen, waarmee zij elkander te pas en te onpas om de oren slaan. Centraal staan een vader en twee zoons, de een is ijverig, de ander aartslui. Van de luie zoon verneemt hij dat deze een 16-jarig meisje heeft gewurgd. De psychologische wijze waarop zij elkaar vanaf dat moment tegemoet treden, doet hen ieder in een net verstrikt raken waaruit niet of nauwelijks een uitweg mogelijk is…